# Hadromophryne natalensis
Hadromophryne natalensis es una especie de anfibio anuro de la familia Heleophrynidae, y la única de su género. Es endémica de Sudáfrica, Suazilandia y Lesoto.
Las principales amenazas para la especie son la deforestación, la sedimentación de los ríos, la construcción de represas en los ríos de montaña, la extracción de agua y la introducción de la trucha.